# Joe Louis Arena
La Joe Louis Arena, soprannominata The Joe e JLA, è un'arena coperta situata a Detroit, Michigan. Ha ospitato le partite dei Detroit Red Wings, squadra che milita nella NHL, dal 1979 al 2017. È intitolata al campione di boxe Joe Louis, che è cresciuto proprio a Detroit.

## Storia
L'arena venne inaugurata il 12 dicembre 1979 con una partita di basket universitario tra University of Michigan e University of Detroit. La prima partita di hockey venne giocata il 27 dicembre 1979 tra i Detroit Red Wings e i St. Louis Blues, con una vittoria proprio di questi ultimi. Nel 1980 l'arena ha ospitato l'NHl All-Star Game, giocato davanti a 21.002 persone. Si sono tenuti anche diversi eventi di wrestling, tra cui il WWF The Main Event del 1990, e i pay-per-view WWE Survivor Series del 1991, 1999 e 2005, oltre a Vengeance 2002. Nel 1980 si è svolta qui il congresso nazionale del Partito Repubblicano.
I Detroit Pistons della NBA hanno giocato qui Gara 5 dei Playoff 1984 nella serie contro i New York Knicks, dato che il Pontiac Silverdome non era disponibile in quanto già occupato. I Pistons dovettero tornare all'arena per 15 partite della stagione 1984-85 a causa dell'inagibilità del Silverdome, il cui tetto era crollato durante una tormenta di neve.
La Joe Louis Arena è stata anche la sede della decisiva Gara 5 delle Finali WNBA 2006 tra le Detroit Shock e le Sacramento Monarchs il 9 settembre, dato che il Palace of Auburn Hills (l'abituale arena delle Shock) era occupato da un concerto di Mariah Carey in quello stesso giorno. Le Shock vinsero 80-75 e conquistarono il loro secondo titolo.
In passato si sono succeduti diversi progetti per una nuova arena in sostituzione della JLA, incluso l'ampliamento della Cobo Hall, che avrebbe richiesto la demolizione proprio della Joe Louis Arena. Infine è stata decisa la costruzione di un nuovo palazzo dello sport, la Little Caesars Arena, ultimata per l'inizio della stagione 2017-18.